# Love & Understanding
Love & Understanding  è il nono album dei Kool & the Gang, uscito nel 1976.

## Tracce
1. Love & Understanding (Bayyan/Kool & the Gang/Smith) - 7:51
2. Sugar (Brown/Kool & the Gang) - 5:37
3. Do It Right Now (Kool & the Gang/Nash) - 3:55
4. Cosmic Energy (Bayyan/Kool & the Gang/Smith) - 3:11
5. Hollywood Swinging (Kool & the Gang/West) - 5:40
6. Summer Madness (Kool & the Gang/Mickens/Taylor) - 8:01
7. Universal Sound (Bayyan/Kool & the Gang) - 4:04
8. Come Together (Bayyan/Kool & the Gang/Smith) - 2:48

## Formazione
- Basso, voce: Robert Kool Bell
- Batteria, percussioni, voce: George Funky Brown
- Chitarra: Claydes Smith, Kevin Bell
- Pianoforte: Ricky West
- Sassofono contralto: Peter Duarte
- Sassofono contralto, voce, flauto, congas: Dennis D.T. Thomas
- Sassofono tenore: Dennis White
- Sassofono tenore, flauto contralto, pianoforte, voce, sintetizzatore ARP: Ronald Bell
- Trombone: Ray Wright
- Trombone, voce: Otha Nash
- Tromba: Spike Mickens
- Tromba, flicorno, voce: Larry Gitten
- Cori: Don Boyce, Royal Jackson, Something Sweet, Tomorrow's Edition